# Стадион Кег
Стадион Кег (фр. Stade de Kégué) је вишенаменски стадион у Ломеу, Того. Највише се користи за фудбалске утакмице. Стадион прима 25.000 људи и отворен је 2000. године. Дизајнирао га је кинески архитекта Јанг Џоу. Стадион је био главни домаћин афричког првенства У-17 2007. у марту 2007.

## Историја
Године 2004. на стадиону је дошло до инцидента након утакмице између репрезентација Тога и Малија у квалификацијама за Светско првенство 2006. Светла на стадиону Кеге су отказала због нестанка струје, а док је успаничена публика покушавала да напусти стадион, три особе су погинуле, а осам повређено у стампеду који је уследио.
Афричка фудбалска конфедерација је 19. октобра 2007. забранила приступ стадиону на неодређено време након што је утакмица квалификација за Куп афричких нација између завршила насиљем у којем су повређени играчи и навијачи Малија. Преко 118 милиона ЦФА франака потрошено је на реновирање са циљем веће безбедности током забране. Кеге се вратио да буде домаћин међународних утакмица 2009. године, где је Того изгубио 2-1 од Марока у квалификацијама за Светско првенство 2010. године.